# ويليام ريتشاردز (سياسي أمريكي)
ويليام ريتشاردز هو لغوي ومترجم وسياسي أمريكي، ولد في 22 أغسطس 1793 في Plainfield, Massachusetts ‏ في الولايات المتحدة، وتوفي في 7 نوفمبر 1847 في هونولولو في الولايات المتحدة.

## وصلات خارجية
- ويليام ريتشاردز على موقع الموسوعة البريطانية (الإنجليزية)